# Work in Progress (Fernsehserie)
Work in Progress ist eine US-amerikanische Fernsehserie, die am 8. Dezember 2019 auf dem Kabel-Sender Showtime ihre Premiere feierte. Sie basiert teilweise auf dem Leben der Komikerin Abby McEnany, die die Serie zusammen mit dem Regisseur Tim Mason auch kreierte und produziert, McEnany verkörpert zudem die Hauptrolle, die ihren Vornamen trägt.
Am 13. Januar 2020 verlängerte Showtime die Serie für eine weitere Staffel, die aus zehn Episoden bestehen soll. In Deutschland ist Work in Progress seit dem 18. Februar desselben Jahres auf Sky Atlantic HD zu sehen. Die zweite Staffel wird seit dem 22. August 2021 auf Showtime ausgestrahlt und ist in Deutschland ab dem 17. November auf dem Sky-Ableger Sky Comedy abrufbar. Am 27. Januar 2022 stellte Showtime die Serie ein.

## Handlung
Die 45-jährige Abby, die sich selbst als „fette, queere Kampflesbe“ bezeichnet, leidet unter Zwangsstörungen, Depressionen und verschiedensten Ängsten. Sie geht zwar regelmäßig zu einer Therapeutin, der sie alle ihre Sorgen mitteilen kann, hat eine liebevolle Familie, unter anderem ihre Schwester Alison, die ihr allerdings nicht immer gut zuhört, und kommt eigentlich trotz ihrer Probleme im Alltag recht gut zurecht. Da sie dennoch unglücklich ist, auch weil ihre Therapeutin während einer ihrer Sitzungen völlig unerwartet stirbt, entscheidet sie sich, jeden Tag eine Mandel aus dem Glas, das ihr eine Kollegin geschenkt hat, wegzuwerfen. Weil sich in diesem 180 Mandeln befinden, hat sie ebenso viele Tage Zeit, glücklich zu werden und ihr Leben zum Guten zu verändern. Wenn ihr dies nicht gelingt, will sie Suizid verüben.
Abby gewinnt plötzlich neuen Lebensmut, als sie den 22-jährigen Chris kennenlernt, der als Barista arbeitet und den sie für eine junge Butch hält, er ist allerdings ein trans Mann. Chris, der im Gegensatz zu ihr voller Selbstbewusstsein und Aufgeschlossenheit ist, geht mit Abby eine Beziehung ein. Abby ist zwar zunächst extrem verunsichert, weil ihre vorherigen Beziehungen zu Frauen alle gescheitert sind, Chris hat aber Verständnis für ihre Ängste und Zwänge. In ihrer Beziehung ist Chris Offenheit wichtig, er ist zum Beispiel bereit, über seine Vergangenheit zu sprechen, er und Abby reden auch ohne Zwang über die Art von Sex, die sie beide mögen, Abby lässt sich von ihm zudem über trans Kultur aufklären, weil sie so gut wie nichts darüber weiß.
Obwohl Abby mit Chris glücklich ist, hat sie im Alltag immer noch zu kämpfen. Neben ihren Zwangs- und Angststörungen und negativen Erinnerungen an ihre frühere Beziehungen belasten sie auch gegen sie gerichtete Schikanen aufgrund ihres nicht geschlechtsspezifischen Aussehens. In der ersten Folge konfrontiert sie die Schauspielerin Julia Sweeney, die in Saturday Night Live die androgyne Figur Pat verkörperte, in einem Restaurant. Da Pat eine nervige Persönlichkeit und eine gewisse körperliche Ähnlichkeit mit Abby hat, ist sie der Auffassung, dass die Schauspielerin für den Spott mitverantwortlich ist, den sie als junge Frau zu hören bekam. Sweeney reagiert mit Bedauern auf ihre Schilderungen und entschuldigt sich bei ihr. Abby ist davon nicht überzeugt, da sie zweifelt, ob die Schauspielerin ihre Erfahrungen wirklich nachvollziehen kann. In einer anderen Episode wird Abby, als sie versucht, durch einen Konzertbesuch ihre Störungen zu überwinden, von anderen Frauen auf der Toilette kritisch beäugt, weil sie sie für einen Mann halten.

## Produktion
Laut Theo Germaine war Lilly Wachowski, die auch sieben der acht Drehbücher mitverfasste, häufig am Set als Beraterin anwesend, da sie trans ist und deswegen Germaine Ratschläge geben konnte, weil Germaine zwar einen trans Mann spielt, aber selbst nicht-binär ist. Zudem war Wachowski auch Regisseurin einer Liebesszene zwischen McEnany und Germaine in der ersten Staffel.
Michael Ognisanti, Kameramann der Produktion, sollte die Szenen möglichst authentisch aussehen lassen, da sie vom Leben der Hauptdarstellerin Abby McEnany inspiriert sind. Aus diesem Grund wurde die Serie nicht in einem Filmstudio, sondern an realen Schauplätzen in McEnanys Heimatstadt Chicago gedreht, vor allem bei Nacht. Da das Produktionsteam künstliches Licht vermeiden wollte, bediente man sich Available Light, also Lichtquellen, die bereits vorhanden sind, beispielsweise Kerzen, Sterne oder Straßenlaternen, lediglich kleine LED-Lampen wurden verwendet, um die natürlichen Lichtverhältnisse etwas heller werden zu lassen. Außerdem verwendete Ognisanti zum Drehen Kameras mit Bildsensoren sowie Zeiss-Linsen mit sehr hoher Lichtstärke, was bei Fernsehproduktionen eher ungewöhnlich ist. Allerdings wollte er so passende Szenen einfangen, die nicht im Drehbuch standen und daher bei Nachdrehs nicht auf dieselbe Art und Weise gespielt werden konnten, weil die Darsteller während der Dreharbeiten viel improvisierten. Zudem erstellte Ognisanti auf Anweisung des Regisseurs Tim Mason Storyboards mit der Software Cinema 4D für die gesamte Serie.

## Besetzung
Die Synchronisation der Serie wurde bei der Cinephon nach einem Dialogbuch von Ulrike Lau und unter der Dialogregie von Stefan Ludwig erstellt.

### Hauptfiguren
| Rolle      | Darsteller      | Synchronsprecher   |
| ---------- | --------------- | ------------------ |
| Abby       | Abby McEnany    | Andrea Loewig      |
| Alison     | Karin Anglin    | Christin Marquitan |
| Campbell   | Celeste Pechous | Julia Biedermann   |
| sie selbst | Julia Sweeney   | Sabina Trooger     |
| Chris      | Theo Germaine   | Tim Kreuer         |

### Nebenfiguren
| Rolle     | Darsteller        | Synchronsprecher |
| --------- | ----------------- | ---------------- |
| Mike      | Gerard Neugent    | Sascha Rotermund |
| Melanie   | Echaka Agba       | Silke Matthias   |
| King      | Armand Fields     |                  |
| Susan     | Mary Sohn         | Natascha Petz    |
| er selbst | Weird Al Yankovic | Uwe Büschken     |

## Episodenliste

### Staffel 1
| Nr. (ges.) | Nr. (St.) | Deutscher Titel                                                    | Originaltitel                                                     | Erstausstrahlung USA | Deutschsprachige Erstveröffentlichung (D) | Regie     | Drehbuch                                   |
| ---------- | --------- | ------------------------------------------------------------------ | ----------------------------------------------------------------- | -------------------- | ----------------------------------------- | --------- | ------------------------------------------ |
| 1          | 1         | 180 Mandeln                                                        | 180 Almonds                                                       | 8. Dez. 2019         | 18. Feb. 2020                             | Tim Mason | Abby McEnany & Tim Mason                   |
| 2          | 2         | 176, 172, 171                                                      | 176, 172, 171                                                     | 15. Dez. 2019        | 18. Feb. 2020                             | Tim Mason | Abby McEnany & Tim Mason & Lilly Wachowski |
| 3          | 3         | 162                                                                | 162                                                               | 22. Dez. 2019        | 25. Feb. 2020                             | Tim Mason | Abby McEnany & Tim Mason & Lilly Wachowski |
| 4          | 4         | 161, 153, 137, 122, 106, 104, 102 (Wir zählen immer noch Mandeln.) | 161, 153, 137, 122, 106, 104, 102 (We're Still Counting Almonds.) | 29. Dez. 2019        | 25. Feb. 2020                             | Tim Mason | Abby McEnany & Tim Mason & Lilly Wachowski |
| 5          | 5         | 66, 65, 64, 62                                                     | 66, 65, 64, 62                                                    | 5. Jan. 2020         | 3. März 2020                              | Tim Mason | Abby McEnany & Tim Mason & Lilly Wachowski |
| 6          | 6         | 15, 14 (nur ein Teil)                                              | 15, 14 (pt. 1)                                                    | 12. Jan. 2020        | 3. März 2020                              | Tim Mason | Abby McEnany & Tim Mason & Lilly Wachowski |
| 7          | 7         | 14 (der Rest), 12, 11, 10                                          | 14 (pt. 2), 12, 11, 10                                            | 19. Jan. 2020        | 10. März 2020                             | Tim Mason | Abby McEnany & Tim Mason & Lilly Wachowski |
| 8          | 8         | 3, 2, 1                                                            | 3, 2, 1                                                           | 26. Jan. 2020        | 10. März 2020                             | Tim Mason | Abby McEnany & Tim Mason & Lilly Wachowski |

### Staffel 2
| Nr. (ges.) | Nr. (St.) | Deutscher Titel              | Originaltitel                          | Erstausstrahlung USA | Deutschsprachige Erstausstrahlung (D) | Regie             | Drehbuch                        |
| ---------- | --------- | ---------------------------- | -------------------------------------- | -------------------- | ------------------------------------- | ----------------- | ------------------------------- |
| 9          | 1         | Das Leben kam dazwischen     | Life Got In The Way                    | 22. Aug. 2021        | 17. Nov. 2021                         | Blythe Haaga      | Abby McEnany & Lilly Wachowski  |
| 10         | 2         | Alles in Ordnung, alles okay | Everything’s Fine, Everything’s Okay   | 22. Aug. 2021        | 24. Nov. 2021                         | Thembi Banks      | Lilly Wachowski                 |
| 11         | 3         | Zwei Queens auf zwei Queens  | Two Queens On Two Queens               | 29. Aug. 2021        | 1. Dez. 2021                          | Thembi Banks      | Brendan Dowling                 |
| 12         | 4         | Die Spende                   | Apologies And Their Fluctuating Nature | 29. Aug. 2021        | 8. Dez. 2021                          | Kris Rey          | Samantha Irby                   |
| 13         | 5         | Kind ins Büro!               | Take Your Child To Work Day            | 5. Sep. 2021         | 15. Dez. 2021                         | Kris Rey          | Sarah Halle Corey & Kate James  |
| 14         | 6         | Eleanor Roosevelt            | Eleanor Roosevelt                      | 12. Sep. 2021        | 22. Dez. 2021                         | Mickey R. Mahoney | Abby McEnany & Tien Tran        |
| 15         | 7         | Quarantäne-Queen             | Oh Say Can You See                     | 19. Sep. 2021        | 29. Dez. 2021                         | Lilly Wachowski   | Kate James                      |
| 16         | 8         | Fuck the Police              | FTP                                    | 26. Sep. 2021        | 5. Jan. 2022                          | Yance Ford        | Samantha Irby & Lilly Wachowski |
| 17         | 9         | Hallo Dad                    | Hey, Dad                               | 3. Okt. 2021         | 12. Jan. 2022                         | Yance Ford        | Abby McEnany & Lilly Wachowski  |
| 18         | 10        | Mandelkuchen                 | I Release You                          | 10. Okt. 2021        | 19. Jan. 2022                         | Lilly Wachowski   | Abby McEnany & Lilly Wachowski  |

## Rezeption
In der Internet Movie Database erreichte die Serie eine Bewertung von 6,5 aus zehn Sternen. Auf Rotten Tomatoes beträgt die Kritikerwertung 100 Prozent, der Zuschauer-Wert 59 Prozent. Bei Metacritic ergab sich eine Bewertung von 78 aus 100 Punkten.

## Auszeichnung und Nominierungen
GLAAD Media Award
- GLAAD Media Award 2020

- Nominierung: Beste Comedy-Serie

- GLAAD Media Award 2022

- Nominierung: Beste Comedy-Serie

Gotham Award
- Gotham Award 2020

- Nominierung: Beste Serie – Kurzform

Gracie Award
- Gracie Award 2020

- Auszeichnung: Beste Schauspiel-Newcomerin, für Abby McEnany

Independent Spirit Award
- Independent Spirit Awards 2021

- Nominierung: Beste Hauptdarstellerin in einer Fernsehserie, für Abby McEnany